# Liddel Strength

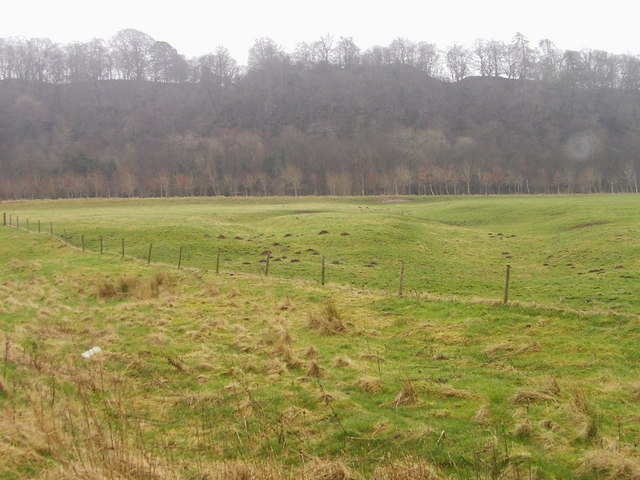
Liddel Strength (hinter den Bäumen am Horizont)

Liddel Strength ist eine Burgruine bei Carwinley in der englischen Grafschaft Cumbria. Sie besteht aus Erdwerken, den Überresten einer anglo-normannischen Grenzfestung, dem Sitz der Barone von Liddel. Die hölzerne Motte wurde 1346 von den Schotten zerstört; vorher war dort möglicherweise ein Ringwerk und später wurde möglicherweise ein Peel Tower an dieser Stelle gebaut, von dem man heute noch Fragmente findet. Die Ruine liegt auf einer Klippe am Südufer des Liddel Water über der Mündung des Flusses in den Esk. Dies ist die letzte Erhöhung, bevor der River Esk die Solway-Ebene erreicht. Liddel Water und River Esk bilden die heutige englisch-schottische Grenze; früher waren sie die Südgrenze der Debatable Lands, eines Gebietes, dessen Zugehörigkeit zwischen England und Schottland strittig war.

## Weitere Namen und mögliche Missinterpretation
Die Burgruine wurde auch schon Liddel Moat genannt und nach ihr wurde das Moat Quarter von der Pfarre Kirkandrews-on-Esk benannt. Die Burg wird in mittelalterlichen Dokumenten auch als Peel of Liddel oder Castle of Liddel bezeichnet. Allerdings handelt es sich dabei nicht um Liddel Castle (oder Liddel Motte), das weiter oben im Liddesdale (Tal des Liddel Water) bei Castleton, jenseits des modernen Newcastleton liegt. Liddel Strength war der Sitz der Barone von Liddel (auf der englischen Seite der heutigen Grenze); es gab auch eine Baronie von Liddesdale (auf der schottischen Seite der heutigen Grenze), deren Sitz ursprünglich Liddel Castle im oberen Liddesdale (erbaut und besessen von den De Soules) war, später abgelöst von Hermitage Castle (manchmal auch The Strength of Liddesdale genannt). Bei seinem Tod 1300 hatte John Wake beide Baronstitel vom König von England inne, aber sie waren seine „Ländereien von Liddel und Hermitage“. Die Grenze war im Mittelalter nicht stabil und beide Burgen gehörten mal zum einen und mal zum anderen Land. Eine weitere Komplikation ist, dass Canonbie, von Liddel Strength unmittelbar flussaufwärts am Liddel Water, ursprünglich seinen Namen von einer Kanonikerei hat, die ursprünglich Religiöses Haus von Liddel hieß. So wurde die Kirche von Canonbie im Mittelalter manchmal als „Kirche von Liddel“ bezeichnet.

## Postulierte Bedeutung vor der normannischen Eroberung Englands
William Forbes Skene postulierte im 19. Jahrhundert, dass „Carwinley“ eine Verballhornung von „Caer Wenddolau“ oder „Gwenddolau’s Fort“ sei, dass der eindrucksvolle Graben mit Ringmauer wesentlich älter als die Burg sei und einst eine Festung von Gwenddoleu schützten, einem keltischen Herrscher, der 573 in der Schlacht von Arfderydd geschlagen und getötet wurde, die in dieser Interpretation in Arthuret (Arturethe im mittelalterlichen Dokumenten) stattfand. Ein Manuskript aus dem 15. Jahrhundert in der British Library (MS Cotton Titus A XIX) enthält die Geschichte von Lailoken und Kentigern, in der der heilige Kentigern einen nackten, haarigen Verrückten (Lailoken – vermutlich der ursprüngliche Name von Merlin) trifft, der durch eine furchtbare Schlacht, die auf der Ebene zwischen Liddel und Carwannock ausgefochten wurde, verrückt wurde. Die Identifikation von einer Korrespondenz über Ortsnamen ist alles andere als sicher, während Skenes Gleichsetzung von Ardderyd und Arthuret heute allgemein akzeptiert ist. In der Pfarre Arthuret findet sich (nur etwa 1,6 km von Carwinley entfernt) ein weiterer Kandidat für Caer Wenddolau: Das römische Fort Castra Exploratorum, dessen Überreste frühe Geschichtswissenschaftler beeindruckten, aber für Skene nicht mehr sichtbar waren, weil sie beim Bau der Netherby Hall zerstört wurden. (Bei einem Treffen der Cumberland and Westmorland Antiquarian and Archaeological Society an dieser Stelle 1926 verneinte ein von R. W. Collingwood verlesenes Papier jede Möglichkeit, dass Liddel Strength, „lange (…) ein Objekt von geschichtswissenschaftlichem Interesse, über das nicht immer gut informiert wurde“, vor der normannischen Eroberung Englands entstanden sei.)

## Baronie Liddel
Die Baronie Liddel umfasste ungefähr die heutigen Pfarren Arthuret, Karkandrews-on-Esk und Nicholforest. Sie soll von Ranulph le Meschin, 3. Earl of Chester, vor oder in der ersten Dekade des 12. Jahrhunderts geschaffen und an Turgis Brandos übergeben worden sein. Anschließend fiel sie an dessen Sohn William Brandos (vermutlich auch als William of Rosedale bekannt) und dann an Turgis oder Turgot de Rossedale (Rosedale in Yorkshire). Benedict of Peterborough berichtet 1174, dass König Wilhelm der Löwe während seiner Belagerung von Carlisle „(…) persönlich mit dem verbleibenden Teil seiner Armee durch Northumbria zog und die Ländereien des Königs und seiner Barone verwüstete, dass er mit Waffengewalt die Burg von Liddell einnahm, die Nicholas de Estuteville gehörte (…)“. Es ist nicht klar, wie Nicholas des Stuteville die De Rosedales verdrängte, aber er hatte gute Verbindungen; der zweite Sohn eines High Sheriff of Yorkshire, sein Großvater, war einer der Magnaten Yorkshires, die an der Standartenschlacht teilnahmen. Heinrich II. scheint die Familie bevorzugt zu haben; zwei der anderen Burgen, die William einnahm, waren in der Verantwortung der Stutevilles. Ein Stuteville war in der Gruppe von Rittern, die William später im Jahre 1174 in Alnwick gefangen nahmen, und Heinrich etablierte Stutevilles als Kastellane auf zwei Burgen, die William an Heinrich auslieferte. Auch wenn Nicholas’ Zweig der Familie Stuteville Barone von Liddel waren, war Liddel nie ihr Hauptsitz; der lag in Cottingham im East Riding of Yorkshire, wo sie um 1200 König Johann Ohneland unterhielten und von ihm 1201 eine Erlaubnis zur Befestigung ihres Landhauses (engl.: „Licence to Crenellate“) erhielten.
Die Ländereien der Stutevilles fielen durch Heirat an die Familie Wake (deren Hauptsitz in Bourne in Lincolnshire lag) und 1346 gehörte die Burg „dem noblen Baron Sir Thomas Wake, Lord of Liddel“, wie er in der Lanercost Chronicle in dem Bericht über einen englischen Einfall nach Schottland beschrieben wird, den er 1337 anführte. (Der Einfall sollte ein größerer sein, war aber aufgrund des schlechten Wetters auf 12 Tage beschränkt.). Wake war einer „der Enterbten“ (The Disinherited, Novelle von Jack Conroy) und kämpfte in der Schlacht von Dupplin Moor. Wake und seine Schwester Margaret hatten beide Plantagenets geheiratet: Er war der Schwiegersohn von Henry Plantagenet, 3. Earl of Lancaster, sie (die zunächst mit einem Sohn der Familie Comyn verheiratet war, der von Robert the Bruce in der Schlacht von Bannockburn getötet wurde) hatte Edmund of Woodstock, 1. Earl of Kent, geheiratet, der dann gestorben war, sie aber zur Mutter der „Fair Maid of Kent“ machte, auch wenn sie nicht lange genug lebte, um zur Schwiegermutter des Schwarzen Prinzen zu werden.

## Burg
Irgendeine Befestigung wird wohl seit den frühesten Tagen der Baronie notwendig gewesen sein, und die Landstiftung an die Priorei von Canonby 1165 durch Guy de Rossedale brachte die Fischereirechte im Liddel vom „Graben“ bis zur Kirche mit sich. Die erste definitive urkundliche Erwähnung einer Burg findet sich bei Benedict of Peterborough (s. o.). Ihr Name führt möglicherweise in die Irre: Es war sicherlich mehr als ein befestigter Wohnturm wie die meisten bis heute erhaltenen Peels, aber auch die erste Motte mit hölzerner Palisade war nach den Standards Mitte des 14. Jahrhunderts keine besonders feste Burg (man denkt, dass „Strength“ eine Übersetzung des lateinischen „Fortalitum“, eines kleinen Forts zweiter Klasse, ist). Die Erdwerke bestehen aus einem Mound in einem inneren Hof mit einem schwächer befestigten äußeren Hof darum. Die Erdwerke des inneren Hofes sind massiv (etwa 48 × 58 Meter mit einem Höhenunterschied von 8 Metern zwischen der Sohle des Grabens bis zur Kante des bis heute erhaltenen Walls), bilden aber nur einen Halbkreis, wobei der steile, 50 Meter hohe Abhang zum Fluss sich auf der Nordseite befindet. Die Festungsanlagen bedecken eine Fläche von etwa 1,5 Hektar. Zwischen dem Mound und dem inneren Hof gibt es keinen Graben, was den Verdacht nährt, dass der Mound später auf ein früheres Ringwerk aufgesetzt wurde. In den 1280er-Jahren hatte die Burg einen hölzernen Rittersaal mit zwei Solaren (Speisezimmer für die Familie) und Kellern mit angeschlossenen Nebengebäuden (Küchen, Getreidespeicher, Scheune, (Grangie) und Kapelle), vermutlich ebenfalls aus Holz, wobei manche Gebäude in schlechtem Zustand waren. Im Jahre 1300 ging man einen Vertrag ein, um „die Motte und den Graben darum zu reparieren, dieselben zu verstärken und neu zu verkleiden, ebenso wie den Peel-Tower und die Palisaden, und Wohnungen in der Motte anzulegen für die Männer unter Waffen der Garnison, falls nötig“.

## Eroberung und Zerstörung der Burg (1346)
Im Oktober 1346 fiel David Bruce, gedrängt von seinem Alliierten König Philipp VI. von Frankreich, der anführte, dass König Eduard III. von England so mit der Belagerung von Calais beschäftigt war, dass Nordengland ohne geeignete Verteidigung blieb, mit einer Streitmacht von etwa 12.000 Mann, von denen einige mit moderner Ausrüstung aus Frankreich versorgt worden waren, nach England ein. Er begann seine Kampagne, die mit der Schlacht von Neville’s Cross endete, mit dem Angriff auf Liddel Strength.
Im Oktober 1346 stand die Garnison von Liddel Strength unter dem Kommando von Sir Walter de Selby. Selby wird von Geoffrey the Baker als „dominus Gualterus de Seleby, miles magne probitatis“ beschrieben, hatte aber eine schillernde Vergangenheit. Er war ein Anhänger von Thomas Plantagenet, 2. Earl of Lancaster, gewesen und besonders ein Komplize von Sir Gilbert de Middleton, der in der Folge der Schlacht von Bannockburn das Land um Mitford Castle in Northumberland verwüstet und erpresst hatte, bis er zu weit ging: In Rushyford im County Durham „ergriff und beraubte [Sir Gilbert 1317] zwei Kardinäle, die kurz zuvor in England gelandet waren, weil sie in Begleitung des vorgenannten Louis de Belmont gekommen waren, um diesen zum Bischof von Durham zu weihen“. Mitford Castle wurde danach schnell eingenommen und Sir Gilbert nach London gebracht, wo er in Anwesenheit der Kardinäle gehängt, ausgeweidet und gevierteilt wurde, aber Selby entkam nach Schottland. Als Robert le Bruce Mitford Castle 1318 „durch Arglist“ einnahm, machte er Selby zu seinem Kastellan, um es für die Schotten zu halten, aber 1321, während eines zweijährigen Waffenstillstandes, übergab er es Robert de Umfraville und anderen gegen deren Versprechen, König Eduard II. davon zu überzeugen, Selbys verwirkte Ländereien zurückzugeben. Dies aber lehnte König Eduard II. ab und Selby wurde bis 1327 im Tower of London eingesperrt. Als viele Gefangene mit Verbindungen zu Thomas of Lancaster nach der Absetzung Eduards II. freigelassen wurden, begnadigte Eduard III. Selby und gab ihm nach Untersuchung seines Falles diejenigen seiner Ländereien zurück, die sich noch in königlicher Hand befanden. Danach war Selby ein loyaler Bürger; er wurde zum Ritter geschlagen und diente Eduard III., der ihm 1302 die Baronie Plenderleith in Roxburghshire verlieh.
1337 wurde er zum Konstabler von Bothwell Castle, dem Hauptquartier Eduards III. in Schottland, gemacht (oder es wurde ihm angetragen), aber die Burg wurde später im selben Jahr von den Schotten belagert, zurückerobert und geschleift. Im März 1345 oder 1346, als die Engländer den Esk überschritten und Vieh und Ausrüstung im Werte von £ 1000 von der schottischen Seite stahlen, war Selby einer der fünf Ritter vor Ort, die mit der Untersuchung des Vorfalls betraut wurden und dem königlichen Konzil berichteten.
Eine schottische Vorhut unter der Führung von William Douglas, Lord of Liddesdale, kam am Morgen des 6. Oktober 1346 vor Liddel Strength an; König David und der Hauptteil der Truppen folgten am Abend desselben Tages. Erst am vierten Tage wurde die Strength angegriffen, nachdem die Truppen sich noch vor Sonnenaufgang mit Speeren, Steinen, Schwertern und Keulen bewaffnet hatten, und sie führten Angriffe von allen Seiten auf die Festung und ihre Verteidiger. So kämpften beide Streitmächte, in der Burg und davor, tapfer; viele wurden verwundet und manche fielen, bis einige der schottischen Truppen, ausgestattet mit Balken, Dachbalken, Erde, Steinen und Faschinen die Gräben vor der Burg auffüllen konnten. Dann brachen einige Schotten, geschützt von den Schildern der Soldaten, mit eisernen Werkzeugen durch die Basis der Mauern und viele von ihnen drangen in dieser Art ohne weiteren Widerstand in die Festung ein. Ritter und Soldaten, die in die Festung eindrangen, brachten mit nur wenigen Ausnahmen alle um, die sie vorfanden, und eroberten so die gesamte Festung.
Eine dieser Ausnahmen war Walter de Selby: Englische Chronisten sind sich darüber einig, dass sich König David ihm gegenüber schlecht benommen hat, unterscheiden sich aber in Details. In Geoffrey le Bakers Version der Ereignisse wurde er vor König David gebracht und bettelte um Gnade (z. B. zur Erlangung von Lösegeld festgehalten zu werden, s. Sumption S. 510 für die normale Vorgehensweise). Des Königs Antwort darauf war, dass er zwei von Selbys Söhnen vor seinen Augen bis zum Tod strangulieren und dann Selby selbst, der fast irre vor Gram war, köpfen ließ. Aber einer von Selbys Söhnen bewies sein Recht auf die Baronie von Plenderleith 1357; die Zeitverzögerung erklärte er damit, dass „der besagte James zu der Zeit, als sein Vater durch die Schotten im Peel of Liddel hingerichtet wurde, gefangengenommen wurde und bei ihnen acht Jahre oder mehr im Gefängnis saß, sodass er seine Rechte nicht geltend machen konnte“. Die Lanercost Chronicle sagt stattdessen, dass Selby akzeptierte, dass er sterben müsse; der Gefallen, um den er König David bat, war, dass man ihm eine Waffe gäbe, damit er im Kampf stürbe, wie es einem Ritter gebührte. König David verwehrte ihm dies nicht nur; er ließ ihn sogar hinrichten, ohne dass er vorher beichten durfte.
Die Burg wurde nie wieder aufgebaut. Als Thomas Wake im Juni 1349 starb, wurde die Grundherrschaft von Liddel auf „£ 70 16 s. 2 d. geschätzt, wovon das Grundstück der zerstörten Burg 6 d wert ist“. Der Titel fiel an Margaret, die drei Monate später verstarb, aber Thomas’ Witwe Blanche erhielt die Leibrente von Liddel und Bourne in der Nähe von Stamford, wo sie ihrem letzten Willen nach beerdigt werden sollte. Sie lebte bis 1380; bei ihrem Tod war Liddel Strength „vollkommen wertlos, weil es von den Schotten zerstört worden war“. Dann fielen Titel und Anwesen an Henry, Earl of Derby, den künftigen König Heinrich IV., und wurden so schließlich Teil des Herzogtums Lancaster.